# Chelsea Bridge

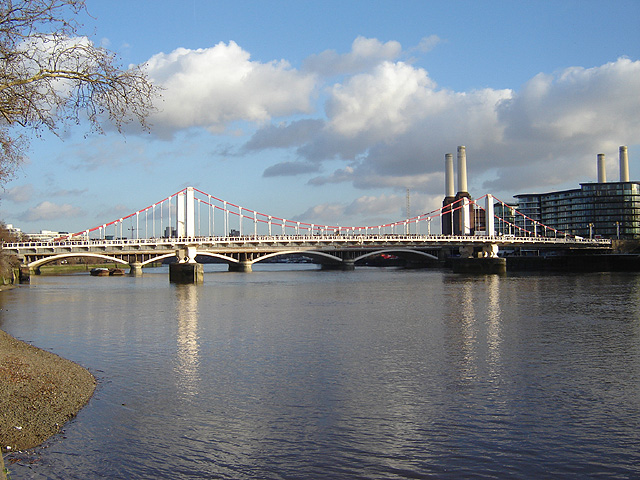
Chelsea Bridge vanaf de noordelijke oever stroomafwaarts gezien. Grosvenor Bridge en Battersea Power Station in de achtergrond. (januari 2006)

Chelsea Bridge is een hangbrug over de rivier de Theems in Londen.
De volgende brug benedenstrooms is Grosvenor Bridge; de volgende bovenstrooms is Albert Bridge. De huidige brug werd in 1937 geopend op de locatie van een brug die in 1858 geopend werd.
Battersea Power Station ligt naast de brug.
Albert Bridge · Chelsea Bridge · Grosvenor Bridge · Vauxhall Bridge · Lambeth Bridge · Westminster Bridge · Hungerford Bridge · Waterloo Bridge · Blackfriars Bridge · Blackfriars Railway Bridge · Millennium Bridge · Southwark Bridge · Cannon Street Railway Bridge · London Bridge · Tower Bridge

Zie ook: Lijst van oeververbindingen van de Theems